# 티아이 플라스미드

티아이 플라스미드의 구조

티아이 플라스미드는 식물세포에 감염되면 자신의 DNA 일부인 T-DNA(transferred DNA)가 숙주세포의 DNA로 통합되어 숙주세포를 종양세포로 전환시키는 플라스미드이다. 외부 유전자를 식물체 내로 도입하는 방법 중 가장 잘 연구된 것이 자연적으로 발생하는 근두암종 시스템을 이용하는 방법이다. 토양 세균인 Agrobacterium tumefaciens는 많은 쌍자엽 식물에서 근두암종이라고 알려진 종양을 형성한다. 본질적으로 근두암종은 형질전환된 세포로 이루어진 것이다. 이들 세포는 세균 안에 존재하는 Ti plasmid에 의해 형성된 것이다.